# Plectrohyla calvata
A Plectrohyla calvata a kétéltűek (Amphibia) osztályának békák (Anura) rendjébe és a levelibéka-félék (Hylidae) családjába, azon belül a Hylinae alcsaládba tartozó faj.

## Előfordulása
A faj Honduras endemikus faja. A Lempira megyében emelkedő Montaña de Celaque keleti hegyoldalain elterülő köderdőkben, 1900–2500 m-es tengerszint feletti magasságban honos. 

## Természetvédelmi helyzete
A vörös lista a súlyosan veszélyeztetett fajok között tartja nyilván. Ebihalaiban a chytridiomycosis nevű gombás betegséget is megfigyelték.